# Европски финансијски суд
Европски финансијски суд (енгл. European Court of Auditors, ECA), (фр. Court des comptes européenne) проверава да ли су порези Европске уније прикупљени и сви њени трошкови утрошени по закону и да ли је финансијски менаџмент ЕУ у реду.